# Tomopterna marmorata
Tomopterna marmorata es una especie  de anfibios de la familia Pyxicephalidae.

## Distribución geográfica
Se encuentra en Botsuana, Kenia, Malaui, Mozambique, Sudáfrica, Zambia, Zimbabue y, posiblemente, en Namibia, Suazilandia y Tanzania.  

## Hábitat
Habita en una gran variedad de ecosistemas incluyendo sabanas húmedas, matorrales subtropicales o tropicales, ríos y lagos de agua dulce.

## Estado de conservación
Se encuentra amenazada de extinción por la pérdida de su hábitat natural.